# Hydroporus incognitus
Hydroporus incognitus är en skalbaggsart som beskrevs av Sharp 1869. Hydroporus incognitus ingår i släktet Hydroporus och familjen dykare. Arten är reproducerande i Sverige. Inga underarter finns listade i Catalogue of Life.